# أندريا باجناي
أندريا باجناي (بالإيطالية: Andrea Bagnai)‏ (2 أبريل 1992 بفلورنسا في إيطاليا - ) هو لاعب كرة قدم إيطالي في مركز الدفاع. لعب مع نادي براتو وكارسو كالتشيو ‏.

## وصلات خارجية
- أندريا باجناي على موقع الاتحاد الدولي (مؤرشف)  (الإنجليزية)
- أندريا باجناي على موقع قاعدة بيانات كرة القدم.إي يو (الإنجليزية)